# Ztracený svět (seriál)
Ztracený svět (v anglickém originále Sir Arthur Conan Doyle's The Lost World) je koprodukční dobrodružný televizní seriál volně založený na románu Ztracený svět sira Arthura Conana Doyla. Ve Spojených státech měl premiéru na podzim roku 1999. Do roku 2002 byly natočeny celkem tři série. Natáčení bylo zrušeno kvůli nedostatku financí pro čtvrtou řadu. Poslední epizoda skončila otevřeně cliffhangerem. Scenáristé měli rozpracovaný scénář pro nenatočenou čtvrtou řadu. Pouze vydali volně dostupný dokument, který nastiňuje pokračování děje a odpovídá na některé otázky.
V angličtině byly všechny tři řady seriálu v roce 2004 dostupné na DVD.

## Příběh
„Na počátku minulého století hledala skupina badatelů pravěký svět, hnáni ctižádostí, tajnými přáními, touhou po dobrodružství a dokonalé senzaci. Spřátelili se s divokou kráskou. Ale zůstali uvězněni v podivném a krutém světě. Každý den se zoufale snaží opustit Ztracený svět.“
Dobrodruh a profesor George Challenger představí vědecké společnosti v Londýně fotografii dinosaura, kterou získal v Amazonii od Maplea Whitea. Vědci mu přesto nevěří, a proto chce uspořádat expedici, které se zúčastní také profesor Arthur Summerlee, dobrodruh a cestovatel lord John Roxton, americký novinář Ned Malone a Marguerite Kruxová, která expedici financuje.
Putují po řece v amazonském deštném pralese a pomocí horkovzdušného balónu se dostanou na dosud nezmapovanou náhorní plošinu. Při letu je zastihne bouře a dojde ke zničení balónu. Skupina expedice se rozhodne prozkoumat neznámý svět, než balon opraví. Narazí na mladou ženu, Veronicu Laytonovou, která zde žije od narození a pátrá po svých zmizelých rodičích.

## Obsazení
- Peter McCauley jako profesor George Edward Challenger – vůdce expedice, který doufá, že doloží své hypotézy skeptické londýnské zoologické společnosti
- Michael Sinelnikoff jako profesor Arthur Summerlee – nejstarší člen expedice a kolega George Challengera, který zpočátku nevěří zprávám o ztraceném světě. Ačkoliv pravděpodobně zemřel při pádu mostu přes řeku na konci 1. série, zjeví se svým přátelům ve 2. sérii. Ve 4. řadě se mělo potvrdit, že profesor přežil.
- Rachel Blakely jako Marguerite Krux – záhadná žena, která financuje expedici z vlastních důvodů.
- William Snow jako lord John Richard Roxton – šlechtic s loveckými zkušenostmi, který omylem zabil svého bratra, když zastřelil opici, která ho napadla.
- David Orth jako Edward „Ned“ T. Malone – americký novinář, který vidí v expedici příležitost ke zlepšení kariéry a jak udělat dojem na svou dívku.
- Jennifer O'Dell jako Veronica Laytonová – dívka, jejíž rodiče zmizeli před jedenácti lety.
- Lara Coxová jako Finn – mladá žena z budoucnosti roku 2033, která se objeví v polovině 3. řady.